# Donald I de Escocia
Domnall mac Ailpín (en gaélico moderno: Dòmhnall mac Ailpein), anglificado a veces como Donald MacAlpin, y conocido en las listas más modernas de reyes como Donald I (812-13 de abril de 862), fue rey de los Pictos de 858 a 862. Sucedió a su hermano Kenneth MacAlpin (Cináed mac Ailpín) en el trono.
En la Crónica de los reyes de Alba se dice que Domnall reinó durante cuatro años, según los Anales de Ulster desde la muerte de su hermano en febrero de 858 hasta abril de 862. En la Crónica:

En su momento los Gaels con su rey hicieron los derechos y las leyes del reino, [que se llaman las leyes] del hijo de Eochaid, Aed, en Forteivot.

Las leyes de Aed Find están totalmente perdidas, pero se ha supuesto que, al igual que las leyes se atribuyen a Giric y Constantino II (Caustantín mac Áeda), relacionadas con éstos a la Iglesia y en particular a la concesión de los privilegios e inmunidades comunes en otros lugares. La importancia de Forteviot como centro legislativo, junto con la muerte de Kenneth y la posterior asamblea de Constantino en la cercana Scone, pueden señalar a este como el corazón del apoyo a los hijos de Alpin.
En la Crónica de Melrose de dicen de Domnall, "en la guerra fue un vigoroso soldado ... se dice que fue asesinado en Scone". No hay otra fuente de la muerte de los informes Domnall de forma violenta.
La Profecía de Berhchán puede referirse a Donald en los versos 123-124:

El mal será la parte de Escocia debido [a la muerte de Kenneth MacAlpin]; mucho tiempo será a esto hasta que venga. Mucho tiempo hasta que el rey tome [la soberanía], el hijo cruel de la esposa extranjera. Él estará tres años en el reino y tres meses (aunque les pese a ellos). Su lápida estará en Loch Awe. Morirá de enfermedad.

Aunque por lo general se supone que Domnall tuvo hijos (se ha sugerido que Giric era hijo de Domnall), leyendo su apellido como mac Domnaill en lugar del comúnmente Dúngail. Esto, sin embargo, no es ampliamente aceptado.
Donald murió, o en el Palacio de Cinnbelachoir (ubicación desconocida) o en Rathinveralmond (también desconocido, pudiendo ser el mismo lugar, se cree que se sitúa cerca de la bifurcación del río Almendra y el río Tay (cerca de Scone). Fue enterrado en Iona.